# Makedonien (geographische Region)
Makedonien (griechisch Μακεδονία Makedonía) oder Mazedonien, auch Ägäis-Makedonien (bulgarisch Егейска Македония Egejska Makedonija, mazedonisch Егејска Македонија), ist eine geografische Region im Norden Griechenlands, die jenen Teil des historischen Makedoniens umfasst, der im heutigen Griechenland liegt.
Die Region besteht administrativ aus sämtlichen Regionalbezirken der Regionen Westmakedonien und Zentralmakedonien, den drei westlichen Regionalbezirken der Region Ostmakedonien und Thrakien sowie der autonomen Mönchsrepublik Athos.
Die größte Stadt und gleichzeitig wirtschaftliches und kulturelles Zentrum Makedoniens ist Thessaloniki.

## Geografie und Klima
Makedonien ist mit einer Fläche von 34.178 Quadratkilometern die größte geografische Region Griechenlands. Sie grenzt im Norden an die Staaten Albanien, Nordmazedonien und Bulgarien. Im Westen grenzt sie an die Region Epirus und im Süden an Thessalien. Im Osten grenzt Makedonien am Fluss Nestos an das griechische Thrakien. Den Süden Makedoniens bildet die Küste des Ägäischen Meers und die Insel Thasos.
Auf dem Gebiet von Makedonien befindet sich die größte Ebene Griechenlands.
Das Klima in Makedonien ist allgemein kontinental und an den Küsten mediterran. Im Unterschied zu den anderen Regionen Griechenlands ist der Winter in Makedonien relativ kühl und reich an Niederschlägen. Der Frühling und der Sommer sind warm, mit vielen Sonnenstunden (über 2000 jährlich) und wenig Niederschlägen.

## Bevölkerung
Makedonien beheimatet 2.853.000 Einwohner. Das entspricht einer Bevölkerungsdichte von 83,47 Einwohnern pro Quadratkilometer.
Die Zusammensetzung der Bevölkerung in Makedonien ist das Resultat mehrerer radikaler Umsiedlungen vor allem im 20. Jahrhundert, die meist nach religiöser Zugehörigkeit erfolgten. Neben der Auswanderung nach Übersee ab der Mitte des 19. Jahrhunderts – nach dem Brand in Thessaloniki 1917 auch nach Palästina – waren es vor allem Kriege, die die Bevölkerungsbewegungen auslösten. So wurden die rund 100.000 slawischsprachigen Angehörigen des Bulgarischen Exarchats nach den Balkankriegen gemäß einer dem Vertrag von Neuilly-sur-Seine 1919 beigefügten Konvention nach Bulgarien vertrieben (die rumänisch- und slawischsprachigen Anhänger des Patriarchats von Konstantinopel blieben als „Griechen“ im Land); infolge des Bevölkerungsaustauschs gemäß der Konvention über den Bevölkerungsaustausch zwischen Griechenland und der Türkei von 1923 wurden geschätzt 380.000 Muslime (Türken, Slawen, Meglenorumänen und Roma) in die Türkei umgesiedelt. Etwa 640.000 griechisch-orthodoxe (griechisch- und türkischsprachige) Flüchtlinge aus der Türkei – Kleinasiaten, Thrakier, Pontos-Griechen und Kappadokier – wurden in Makedonien angesiedelt. Etwa 50.000 ladinosprachige Juden Makedoniens, die meisten von ihnen aus Thessaloniki, wurden zwischen März und August 1943 unter Führung von Alois Brunner und Dieter Wisliceny in deutsche Vernichtungslager deportiert und ermordet. Während des Griechischen Bürgerkriegs im Anschluss an den Zweiten Weltkrieg flohen viele kommunistische Bewohner Makedoniens, darunter vor allem Slawen, nach Jugoslawien und in andere Länder des Ostblocks. Eine zweite Einwanderung aus den Nachfolgestaaten der Sowjetunion erfolgte in den 1990er Jahren.
In Makedonien wurde zu Beginn des 21. Jahrhunderts mit überwiegender Mehrheit Neugriechisch gesprochen, wobei ein beträchtlicher Teil der Nachkommen der Flüchtlinge (griechisch prosfyges πρόσφυγες) die griechischen Dialekte aus Anatolien, vor allem das Pontische bewahrt hat. Die „Einheimischen“ (griechisch dopii ντόπιοι) sind Nachfahren der griechischen, slawischen und meglenorumänischen griechisch-orthodoxen Christen der 1910er Jahre. Zu den Minderheitensprachen gibt es keine Erhebungen durch den griechischen Staat, Untersuchungen der EU zufolge wurden die südmazedonischen Dialekte und das Meglenorumänische um 1990 in einigen Dörfern noch bis in jüngere Generationen gesprochen, vorwiegend in den Präfekturgebieten Florina und Pella. Das Türkische war nurmehr in der ersten und zweiten Flüchtlingsgeneration in Gebrauch. Im öffentlichen Leben und in den Schulen wird aber ausschließlich Griechisch gesprochen. Weiterhin existieren aromunische meglenorumänische und armenische Bevölkerungsanteile sowie einige wenige Roma-Familien. Die jüdische Bevölkerung Thessalonikis zählt etwa 1000 Seelen. Durch die Einwanderung aus ehemals sowjetischen Gebieten werden auch Russisch und Taschkent-Griechisch in einigen Familien gesprochen.
Die meisten Einwohner Makedoniens sehen sich als Griechische Makedonier. Im Gegensatz zu anderen Regionen hat Makedonien eine starke Identität, die zum einen auf historischen Unterschieden beruht, zum anderen auch auf die Konkurrenz Thessaloniki-Athen zurückgeht. So werden Politikern aus dieser Region typisch „makedonische“ Eigenschaften zugesprochen.

### Bevölkerungsentwicklung
| Jahr | Einwohner |
| ---- | --------- |
| 1913 | 1.194.902 |
| 1920 | 1.090.432 |
| 1928 | 1.411.769 |
| 1940 | 1.759.130 |
| 1951 | 1.700.835 |
| 1961 | 1.890.654 |
| 1971 | 1.890.684 |
| 1981 | 2.121.953 |
| 1991 | 2.236.019 |
| 2001 | 2.424.765 |
| 2011 | 2.488.240 |
| 2015 | 2.853.000 |

Die Bevölkerungsentwicklung in Makedonien war zwischen 1920 und 1940 sowie zwischen 1951 und 2001 im Allgemeinen von einem stetigen Anstieg geprägt. In den 1930er und 1940er Jahren stieg die Bevölkerung Mazedoniens um knapp 0,7 Millionen Menschen an. Auch in der zweiten Hälfte des 20. Jahrhunderts stieg die Bevölkerung nochmals um knapp 0,7 Millionen Menschen an. 1975 überstieg die Bevölkerungszahl erstmals die Zwei-Millionen-Marke.
Insgesamt ist in den 100 Jahren zwischen 1912 und 2012 die Bevölkerung Makedoniens um knapp 1,3 Millionen von 1,2 auf 2,5 Millionen Menschen gewachsen, das ist eine Zunahme um knapp 110 Prozent.

### Größte Städte
Die größten Städte Makedoniens sind nach der Volkszählung von 2001.

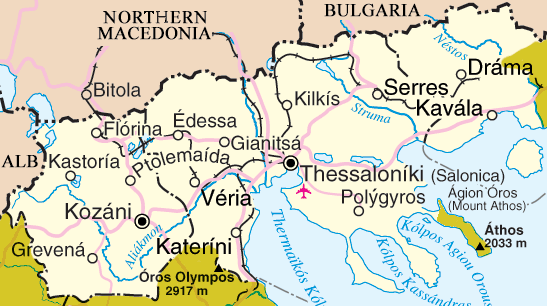
Karte Makedoniens

Saloniki-Reiterstandbild Alexanders des Großen (Der größte Nationalheld in Griechenland)

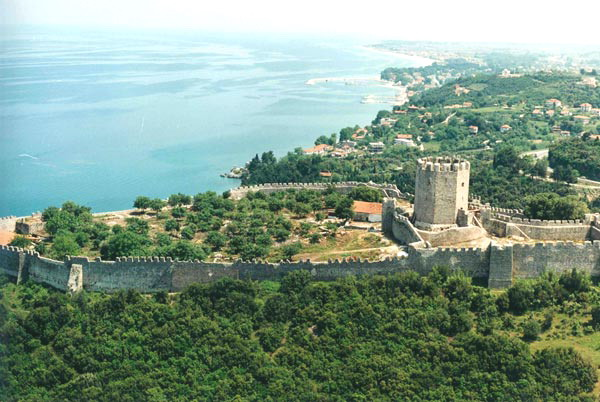
Die Burg von Platamonas

| Rang | Name deutsch        | Name griechisch    | Einwohner |
| ---- | ------------------- | ------------------ | --------- |
| 01   | Thessaloniki        | Θεσσαλονίκη        | 363.987   |
| 02   | Kalamaria           | Καλαμαριά          | 97.000    |
| 03   | Kavala              | Καβάλα             | 58.663    |
| 04   | Serres              | Σέρρες             | 54.266    |
| 05   | Evosmos             | Εύοσμος            | 52.624    |
| 06   | Katerini            | Κατερίνη           | 50.510    |
| 07   | Veria               | Βέροια             | 42.794    |
| 08   | Drama               | Δράμα              | 42.501    |
| 09   | Sykies              | Συκιές             | 41.726    |
| 10   | Stavroupoli         | Σταυρούπολις       | 41.653    |
| 11   | Ambelokipi          | Αμπελόκηποι        | 40.959    |
| 12   | Polichni            | Πολίχνη            | 36.146    |
| 13   | Kozani              | Κοζάνη             | 35.242    |
| 14   | Neapoli             | Νεάπολη            | 30.279    |
| 15   | Ptolemaida          | Πτολεμαΐδα         | 28.679    |
| 16   | Giannitsa           | Γιαννιτσά          | 26.296    |
| 17   | Pylea               | Πυλαία             | 22.744    |
| 18   | Eleftherio-Kordelio | Ελευθέριο-Κορδελιό | 21.630    |
| 19   | Naoussa             | Νάουσα             | 19.870    |
| 20   | Edessa              | Έδεσσα             | 18.253    |
| 21   | Kilkis              | Κιλκίς             | 17.430    |
| 22   | Menemeni            | Μενεμένη           | 14.910    |
| 23   | Kastoria            | Καστοριά           | 14.813    |
| 24   | Panorama            | Πανόραμα           | 14.552    |
| 25   | Florina             | Φλώρινα            | 14.279    |
| 26   | Alexandria          | Αλεξάνδρεια        | 13.229    |
| 27   | Triandria           | Τριανδρία          | 11.289    |
| 28   | Grevena             | Γρεβενά            | 10.177    |
| 29   | Nea Moudania        | Νέα Μουδανιά       | 6.475     |
| 30   | Polygyros           | Πολύγυρος          | 5.040     |

## Politische Gliederung
Das griechische Makedonien gliedert sich administrativ in drei Regionen (griechisch περιφέρειες/periféries, Singular περιφέρεια/periféria) mit vierzehn Regionalbezirken (griechisch περιφερειακές ενότητες/periferiakés enótites, Singular περιφερειακή ενότητα/periferiakí enótita). Die Region Ostmakedonien und Thrakien umfasst neben drei makedonischen Regionalbezirken auch die drei Regionalbezirke des griechischen Teils Thrakiens. Darüber hinaus liegt in Makedonien die autonome Mönchsrepublik Athos.

### Verwaltungsgliederung von Makedonien
| Nummer | Verwaltungsregion                                         | Hauptort     | Fläche in km² | Einwohner | Verwaltungsgliederung Makedoniens |
| Summe  | Westmakedonien * in vier Regionalbezirke unterteilt:      | Kozani       | 9.451         | 291.731   | Verwaltungsgliederung Makedoniens |
| 01     | Regionalbezirk Kastoria                                   | Kastoria     | 1.720         | 53.206    | Verwaltungsgliederung Makedoniens |
| 02     | Regionalbezirk Florina                                    | Florina      | 1.924         | 53.773    | Verwaltungsgliederung Makedoniens |
| 03     | Regionalbezirk Kozani                                     | Kozani       | 3.516         | 154.160   | Verwaltungsgliederung Makedoniens |
| 04     | Regionalbezirk Grevena                                    | Grevena      | 2.291         | 30.592    | Verwaltungsgliederung Makedoniens |
| Summe  | Zentralmakedonien * in sieben Regionalbezirke unterteilt: | Thessaloniki | 18.811        | 1.953.802 | Verwaltungsgliederung Makedoniens |
| 05     | Regionalbezirk Pella                                      | Edessa       | 2.506         | 144.133   | Verwaltungsgliederung Makedoniens |
| 06     | Regionalbezirk Imathia                                    | Veria        | 1.701         | 144.413   | Verwaltungsgliederung Makedoniens |
| 07     | Regionalbezirk Pieria                                     | Katerini     | 1.516         | 128.655   | Verwaltungsgliederung Makedoniens |
| 08     | Regionalbezirk Kilkis                                     | Kilkis       | 2.519         | 85.087    | Verwaltungsgliederung Makedoniens |
| 09     | Regionalbezirk Thessaloniki                               | Thessaloniki | 3.683         | 1.165.650 | Verwaltungsgliederung Makedoniens |
| 10     | Regionalbezirk Chalkidiki                                 | Polygyros    | 2.918         | 102.735   | Verwaltungsgliederung Makedoniens |
| 11     | Regionalbezirk Serres                                     | Serres       | 3.968         | 183.129   | Verwaltungsgliederung Makedoniens |
| Summe  | Ostmakedonien & Thrakien drei von sechs Regionalbezirken: | Kavala       | 5.580         | 237.770   | Verwaltungsgliederung Makedoniens |
| 12     | Regionalbezirk Drama                                      | Drama        | 3.468         | 98.916    | Verwaltungsgliederung Makedoniens |
| 13     | Regionalbezirk Kavala                                     | Kavala       | 1.728         | 125.084   | Verwaltungsgliederung Makedoniens |
| 14     | Regionalbezirk Thasos                                     | Thasos       | 384           | 13.770    | Verwaltungsgliederung Makedoniens |
| 15     | Athos (Mönchsrepublik)                                    | Karyes       | 336           | 2.072     | Verwaltungsgliederung Makedoniens |
| Summe  | Makedonien                                                | Thessaloniki | 34.178        | 2.485.375 | Verwaltungsgliederung Makedoniens |

### Verwaltungsreformen in Makedonien
1997 wurde mit dem „Programm Ioannis Kapodistrias“ (Σχέδιο Καποδίστρια/Schédio Kapodístria) das Gesetz Nr. 2539/1997 zu einer umfassenden griechenlandweiten Gemeindereform beschlossen, welche innerhalb Makedoniens die Anzahl der bisherigen 144 städtischen Gemeinden bzw. Städte und 1.038 ländlichen Gemeinden bzw. Gemeinden von zusammen 1.182 auf nur noch 224 reduzierte und die 28 Provinzen (eparchíes) abschaffte. Für den Begriff „Dimos“, der vormals nur die städtischen Gemeinden umfasste, bedeutete die Reform einen Bedeutungswandel, da er nun auch in ländlichen Gebieten die unterste Verwaltungsebene darstellt.
Mit der Verwaltungsreform 2010 wurden die Präfekturen als regionale Ebene abgeschafft und die 224 bis dahin bestehenden Gemeinden zu 59, teils flächenmäßig sehr großen Gemeinden zusammengelegt. Die Gebiete der ehemaligen Präfekturen sind als Regionalbezirke nur noch für die Sitzzuteilung in den neu geschaffenen Regionalräten der drei Regionen bedeutend. Die Insel und Gemeinde Thasos erlangte den Status eines eigenen Regionalbezirks.

## Geschichte

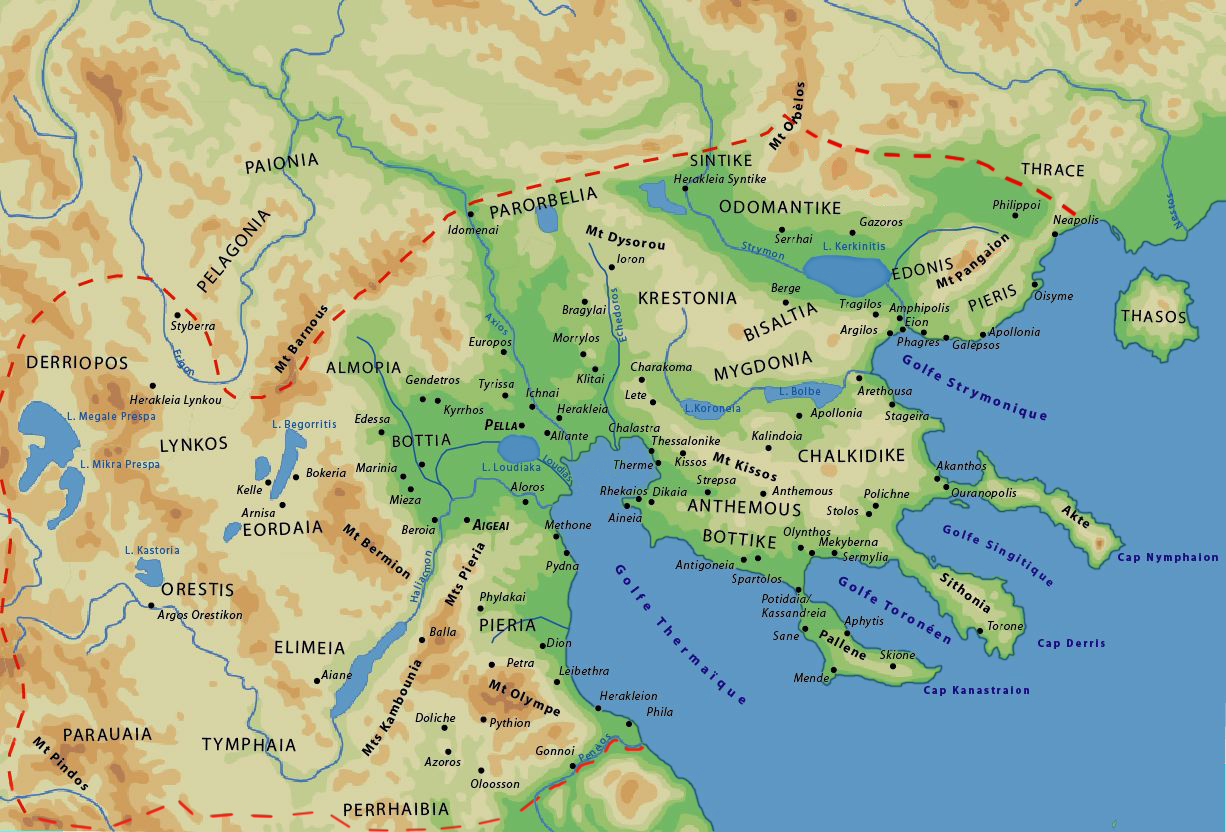
Das Makedonische Reich unter Philipp II. (ca. 359 v. Chr.)

Makedonien zum Zeitpunkt von Philipps Tod (336 v. Chr.)

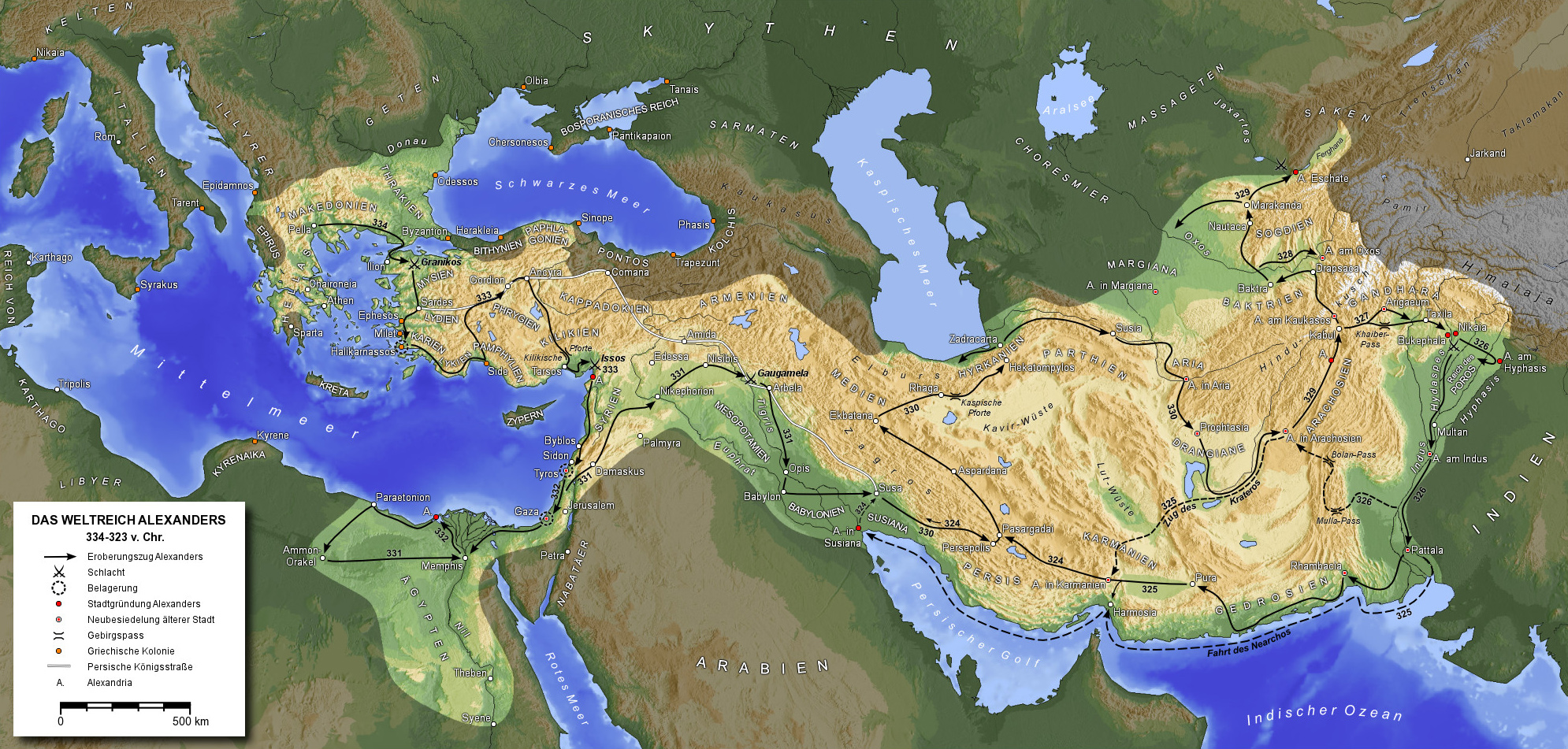
Der Feldzug Alexanders

### Frühzeit
Die griechische Region Makedonien war bereits in sehr früher Zeit besiedelt. In der Tropfsteinhöhle von Petralona wurden 200.000 Jahre alte, fossile Knochen gefunden, die einem späten Vertreter von Homo heidelbergensis zugeschrieben wurden; aus Homo heidelbergensis ging später der Neandertaler hervor. In der gleichen Höhle wurden auch Aschereste eines Feuers vorgefunden, welches ca. 1 Million Jahre alt ist. Ob dieses Feuer durch Menschenhand entstand oder zufällig, ist unklar.

### Antike
Das antike Makedonien am Nordwestrand des Ägäischen Meeres war ein Königreich und stieg unter König Philipp II. (359–336 v. Chr.) zur Großmacht auf. Dieser beherrschte fast die gesamte Balkanhalbinsel.
Unter Philipps Sohn Alexander, später der Große genannt (336–323 v. Chr.) erreichte Makedonien den Höhepunkt seiner Macht und seine größte Ausdehnung. Unter dem Vorwand eines „Rachefeldzugs“ für den Persereinfall in Griechenland 170 Jahre zuvor, führte er 334 v. Chr. ein gesamtgriechisches Heer nach Kleinasien und besiegte in drei Schlachten – am Granikos, bei Issos und Gaugamela – die Perser vernichtend. Er eroberte nacheinander Ägypten und das Persische Kernland und dehnte sein Reich bis zum Hindukusch und zum Indus aus. Damit schuf er die Voraussetzung für die Hellenisierung ganz Vorderasiens. Nach Alexanders Tod im Jahr 323 v. Chr. in Babylon zerfiel das Großreich unter den Kämpfen seiner Nachfolger, der Diadochen.
Im Jahre 148 v. Chr. brach das Reich Makedoniens (Nordgriechenlands) zusammen und kam unter römische Herrschaft. Bei der Teilung des römischen Imperiums wurde im Jahre 395 die Provinz zum Byzantinischen Reich geschlagen. 1430 kam Makedonien unter osmanische Herrschaft.

### Neuzeit
1821 beteiligten sich Griechen in Makedonien an den Kämpfen im Rahmen des Griechischen Unabhängigkeitskrieges, Nordgriechenland blieb aber Teil des Osmanischen Reiches. Erst während des Zweiten Balkankrieges konnte Griechenland den größten Teil Makedoniens gewinnen, was durch den Frieden von Bukarest 1913 völkerrechtlich sanktioniert wurde. Im Ersten Weltkrieg war Makedonien Kriegsgebiet (Salonikifront). Das Militärlager von Thessaloniki diente als Basis für die Rückeroberung Serbiens durch das serbische Heer und die Armeen der Entente.

## Makedonische Symbole

Der Stern von Vergina, die inoffizielle Flagge des griechischen Makedoniens

Obwohl das griechische Makedonien keine Hoheitszeichen oder Symbole führt, verwenden die Bürger der Region den goldenen Stern von Vergina in Blau als Symbol für Makedonien, das Volkslied Berühmtes Makedonien gilt als „inoffizielle Hymne“ der Region.

## Wirtschaft
Makedonien erwirtschaftet rund 25 % des griechischen Bruttoinlandsproduktes (BIP). Die stärkste Region ist Zentralmazedonien, die 68 % zur regionalen Wirtschaftsleistung beiträgt. Es folgen Ostmazedonien mit 20 % und Westmazedonien mit 12 % (2010).

Die Landwirtschaft spielt neben der verarbeitenden Industrie eine bedeutende Rolle in Makedonien.

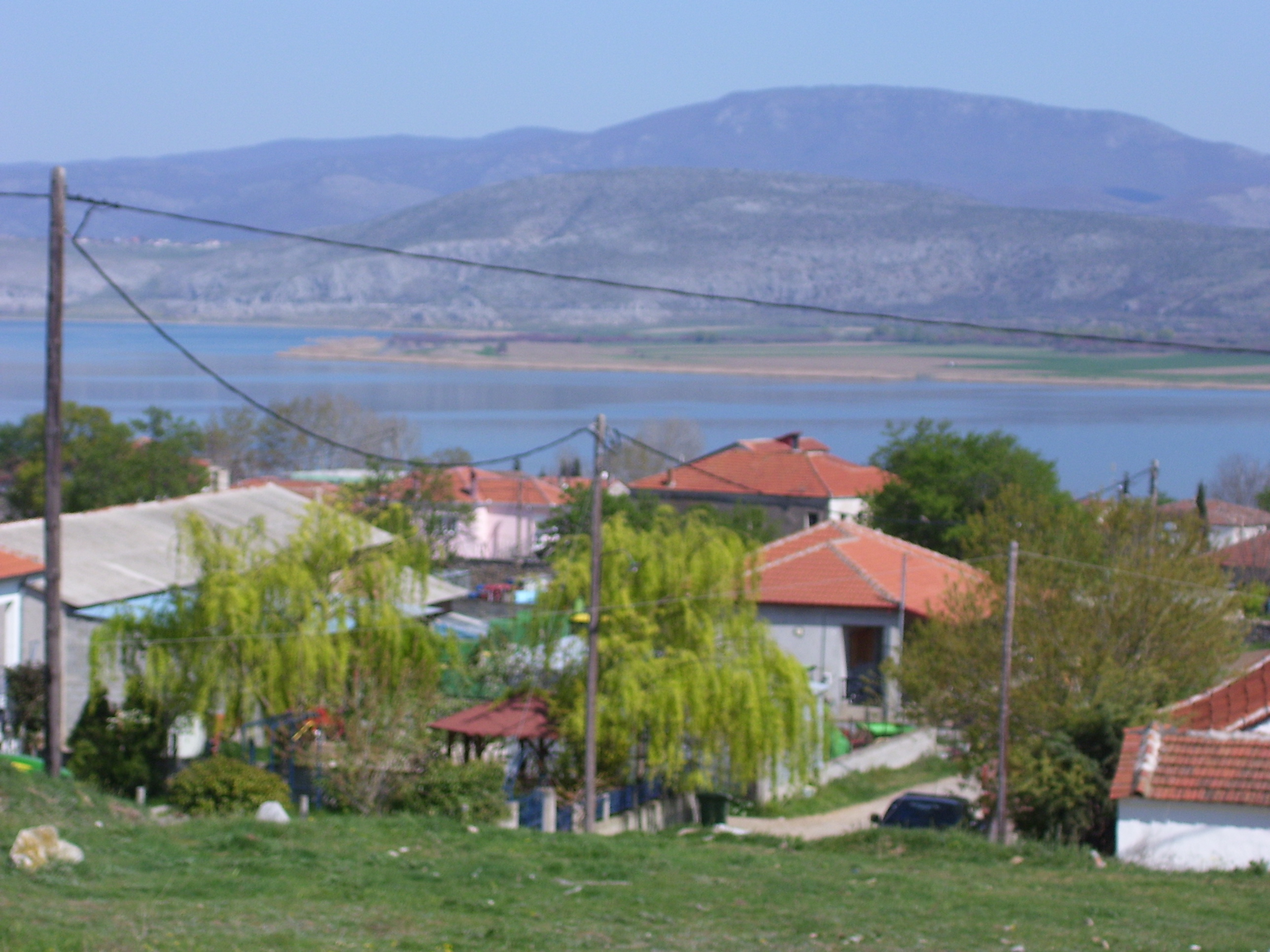
In der Nähe des Anbaugebiets Amyndeo: Blick auf den Vegoritida-See von der am Westufer befindlichen Ortschaft Agios Pandeleimonas

Trotz der Größe der Region liegt Makedonien mit nahezu 7210 Hektar Rebfläche hinter Zentralgriechenland und dem Peloponnes nur auf Rang 3 der bedeutendsten Anbauregionen. Zum Teil ist dies der Topographie geschuldet. In Makedonien wird mehrheitlich Rotwein ausgebaut; die wichtigste Rebsorte ist Xinomavro. In einigen Gebieten ist der Wein nur ein unbedeutendes Nebenprodukt des populären Tresterbrand Tsipouro.
Mit den Herkunftsbezeichnungen Naoussa in Imathia, Amyndeo in Florina, Goumenissa in Kilkis und Côtes de Meliton (griechisch Πλαγιές Μελίτωνα Plagies Melitona) in Chalkidiki verfügt Makedonien über vier der insgesamt 25 OPAP-Weine Griechenlands.
Hauptartikel: Weinanbau in Makedonien.